# Song Aimin
Song Aimin, född 7 februari 1978, är en friidrottare från Kina. Hon deltog vid olympiska sommarspelen 2004 och olympiska sommarspelen 2008.